# Павиллион (Вайоминг)
Павиллион (англ. Pavillion, Wyoming) — город, расположенный в округе Фримонт (штат Вайоминг, США) с населением в 165 человек по статистическим данным переписи 2000 года.

## География
По данным Бюро переписи населения США, город Павиллион имеет общую площадь в 0,52 квадратных километров, водных ресурсов в черте населённого пункта не имеется.
Город Павиллион расположен на высоте 1665 метров над уровнем моря.

## Демография
По данным переписи населения 2000 года, в Павиллионе проживало 165 человек, 50 семей, насчитывалось 77 домашних хозяйств и 89 жилых домов. Средняя плотность населения составляла около 333 человек на один квадратный километр. Расовый состав Павиллиона по данным переписи распределился следующим образом: 93,94 % белых, 1,82 % — коренных американцев, 3,64 % — представителей смешанных рас, 0,61 % — других народностей. Испаноговорящие составили 2,42 % от всех жителей города.
Из 77 домашних хозяйств в 23,4 % — воспитывали детей в возрасте до 18 лет, 54,5 % представляли собой совместно проживающие супружеские пары, в 9,1 % семей женщины проживали без мужей, 33,8 % не имели семей. 31,2 % от общего числа семей на момент переписи жили самостоятельно, при этом 15,6 % составили одинокие пожилые люди в возрасте 65 лет и старше. Средний размер домашнего хозяйства составил 2,14 человек, а средний размер семьи — 2,69 человек.
Население города по возрастному диапазону по данным переписи 2000 года распределилось следующим образом: 21,8 % — жители младше 18 лет, 9,1 % — между 18 и 24 годами, 20,6 % — от 25 до 44 лет, 32,7 % — от 45 до 64 лет и 15,8 % — в возрасте 65 лет и старше. Средний возраст жителей составил 44 года. На каждые 100 женщин в Павиллионе приходилось 96,4 мужчин, при этом на каждые сто женщин 18 лет и старше приходилось 84,3 мужчин также старше 18 лет.
Средний доход на одно домашнее хозяйство в городе составил 33 125 долларов США, а средний доход на одну семью — 41 250 долларов. При этом мужчины имели средний доход в 30 833 доллара США в год против 19 167 долларов среднегодового дохода у женщин. Доход на душу населения в городе составил 17 790 долларов в год. 3,3 % от всего числа семей в округе и 3,5 % от всей численности населения находилось на момент переписи населения за чертой бедности, при этом 7,1 % жителей находились в возрасте 65 лет и старше.